# Givet

Givet este o comună în departamentul Ardennes din nordul Franței. În 1 ianuarie 2022 avea o populație de 6.356 de locuitori.